# Varilux
Varilux è un marchio di proprietà di EssilorLuxottica, azienda operante nel settore delle lenti correttive. È utilizzato per designare la lente progressiva inventata da Bernard Maitenaz per la correzione della presbiopia. La prima versione della lente è stata concepita nel 1959.

## Storia
Nel 1948 Bernard Maitenaz entra nella Société des Lunetiers (poi divenuta Essel ed ora Essilor) come ricercatore, dopo aver conseguito i diplomi dell'École Nationale Supérieure des Arts et Métiers e dell'Institut d'Optique.
L'idea della lente progressiva gli viene provando le lenti bifocali del padre. La brusca transizione di potere delle lenti bifocali gli sembrava innaturale ed egli ritenne più razionale ipotizzare una lente che correggesse la visione da lontano nella parte superiore della lente, la visione intermedia nella parte centrale e la visione da vicino nella parte inferiore.
Il 2 marzo 1951 Bernard Maitenaz deposita presso l'Istituto Nazionale della proprietà industriale francese, una busta contenente quattro disegni e i dati meccanici che avrebbero permesso la produzione delle moderne lenti progressive. Il 25 novembre 1953, Essel deposita un primo brevetto dell'invenzione di Maitenaz.

### La prima lente progressiva
Dopo i brevetti e i calcoli, la lente progressiva appare possibile dal punto di vista teorico, ma deve essere ancora prodotta. Maitenaz e il suo team iniziano a sperimentare varie tecniche e nel 1958 Essel ha già sviluppato macchinari in grado di effettuare una produzione “in massa” delle lenti progressive.
I test condotti su 46 persone nel gennaio 1959 generano 5 risposte eccellenti, 29 risposte buone, 2 risposte medie e 10 risposte mediocri.

### Il marchio Varilux
Alla lente progressiva di Maitenaz viene dato il nome Varilux. Nel maggio 1959, la lente debutta ufficialmente all'Hotel Lutetia di Parigi, Francia.
Dopo il lancio di Varilux, Essel definisce un piano di commercializzare la lente al di fuori della Francia. Negli anni '60 la progressiva Varilux incomincia ad essere distribuita in vari paesi, compresa i Paesi Bassi, la Germania, la Gran Bretagna, gli Stati Uniti, il Canada, il Brasile e il Giappone.
Dalle 6 000 lenti vendute nel 1959 ai 2 000 000 del 1969.

### Varilux 2
All'inizio del 1969, il mercato francese delle lenti oftalmiche è dominato da due società: Essel e Silor. Il 1º gennaio 1972, Essel e Silor si fondano formando Essilor.
La nuova società risultante dalla fusione, Essilor, lancia Varilux 2 in Europa..
Nel 1988 viene lanciatala la lente Varilux Multi-Design, VMD.
Nel XXI secolo infine, Essilor lancia Varilux Panamic (2000)), Varilux Ellipse (2004), Varilux Physio (2006) e Varilux Ipseo (2008).

## Ricerca & sviluppo
I centri di ricerca e sviluppo sono quattro e ubicati in Francia (Parigi), Singapore e Stati Uniti (Dallas).
Nel 2008, la lente Varilux Ipseo New Edition è progettata mediante il sistema di Realtà Virtuale di Essilor.